# Aleuroplatus daitoensis
Aleuroplatus daitoensis es un hemíptero de la familia Aleyrodidae, con una subfamilia: Aleyrodinae.
Fue descrita científicamente por primera vez en 1940 por Takahashi.